# Агірре, гнів божий
«Агі́рре, гнів божий» (нім. Aguirre, Der Zorn Gottes) — німецька пригодницька драма 1972 року поставлена режисером Вернером Герцоґом з Клаусом Кінскі в головній ролі. Прем'єра фільму відбулася 27 грудня 1972 року.

## Сюжет
1560 рік. Великий загін іспанців-конкістадорів і перуанських індіанців (всього близько двох з половиною тисяч осіб) під командуванням Гонсало Пісарро виходить з Перу з метою досягти міфічної «золотої країни» Ельдорадо. Чернець Гаспар де Карвахаль веде щоденник експедиції. Пройшовши останню ущелину Анд, герої потрапляють до зони безкрайніх боліт. Пісарро наказує побудувати три плоти і відправити їх притокою Амазонки на розвідку і пошуки продовольства. На плотах повинні відплисти 40 осіб; старшим призначено дона Педро де Урсуа (за яким уперто йде його наречена Іньєс де Атьєнца), а його помічником — дон Лопе де Агірре (Клаус Кінскі) (з яким пливе його донька Флорес).
Сплав через пороги виявляється вкрай небезпечним. Один пліт затягує виром; людей на ньому вбивають загадкові аборигени, що ховаються від іспанців. Агірре зовсім не збирається повертатися до Пісарро. Він мріє прославитися навіки, подібно до Кортеса в Мексиці, а тому руйнує плоти і підбурює загін до заколоту, в результаті якого Урсуа усунуто і поранено. Агірре призначає командиром загону Гусмана, який пізніше оголосить себе «імператором Ельдорадо». На фіктивному суді він засуджує Урсуа до страти через повішення, проте Гусман милує засудженого. Загін вирушає в дорогу на новому плоту і незабаром знаходить в прибережному селі купу людських кісток — доказ того, що десь неподалік перебувають індіанці-канібали.
Річка тече спокійно, і пліт просувається по ній дуже повільно. Серед членів загону панує мовчання. Хтось гине від крихітної стріли, пущеної невидимим ворогом. Карвахаль намагається обернути одного з індіанців у християнство і переконати його, що у Біблії міститься слово Боже. «Бог не розмовляє», — відповідає індіанець і відкидає книгу, після чого його вбивають. Незабаром гине Гусман. Агірре наказує солдатам повісити Урсуа. Пліт пропливає повз індіанців, які жваво скачуть берегом і кричать від радості. Їх жести можна трактувати приблизно так: «Ось пливе свіже м'ясо»!.
Іспанці підпалюють село на своєму шляху, і знаходять сіль, якої давно були позбавлені. Наречена Урсуа зникає в лісі. За наказом Агірре страчують солдата, що хотів повернути назад. Все більше іспанців гине від рук невидимих ворогів. Пліт починає дрейфувати по колу. Члени загону остаточно занепадають духом. Люди стомлені і виснажені. Вони бачать корабель на верхівці дерева. Карвахаль, а услід за ним і донька Агірре гинуть від стріл. На плоту, захопленому мавпами, Агірре вимовляє монолог про свої прийдешні завоювання («Ми поставимо на сцені Історію, як в театрі ставлять трагедії»).

## В ролях
| Клаус Кінскі       | ···· | Лопе де Агірре      |
| Руй Герра          | ···· | Педро де Урсуа      |
| Дель Негро         | ···· | Гаспар де Карвахаль |
| Елена Рохо         | ···· | Інес                |
| Сесілія Рівера     | ···· | Флорес              |
| Едвард Роуленд     | ···· | Окелло              |
| Армандо Поланьа    | ···· | Армандо             |
| Даніель Адес       | ···· | Перуччо             |
| Алехандро Репуллес | ···· | Гонсало Пісарро     |
| Петер Берлінг      | ···· | Фернандо де Гусман  |

## Значення
У своїй найрепрезентативнішій стрічці «Агірре, гнів божий» Герцоґ проаналізував функціонування потягу до смерті і процес невротизації суспільства — те, що відбувається з людьми, коли на вершині соціальної піраміди виявляється неврастенік з манією величі. У фільмі дозволено бачити своєрідний коментар на тему витоків фашизму: покоління, до якого належав Герцоґ, хвилювало питання про те, що привело їх батьків до фашистської ідеології. Американська кінокритик Полін Кейл заявляла, що саме з фільму Герцоґа виріс «Апокаліпсис сьогодні» Ф. Ф. Копполи — принаймні, проблематика у фільмів спільна.

## Критика
- Цим фільмом у творчості Герцоґа відкривається короткий період геніального творчого підйому (1972—1974), коли він вже сформулював теми, що цікавлять його, але ще не почав повторювати самого себе (Жак Лурселль) [5].
- Багато хто розглядав ці фільми як заглиблення в себе, як деяке «духовне вигнання» і як виникнення потреби в неоекспресіоністській течії, але створюється враження, що цій течії судилося застигнути в нерухомих водах формалізму, звідки немає виходу. (Клод Бейлі)[6]
- Фільм — гімн блискучій поразці, танець смерті, яку приносять учасникам походу стріли індіанців, течії, голод, гарячка, розбрат і безумство. (Михайло Трофименков)[7]

## Визнання
| Нагороди та номінації фільму «Агірре, гнів божий» | Нагороди та номінації фільму «Агірре, гнів божий» | Нагороди та номінації фільму «Агірре, гнів божий»      | Нагороди та номінації фільму «Агірре, гнів божий» | Нагороди та номінації фільму «Агірре, гнів божий» | Нагороди та номінації фільму «Агірре, гнів божий» |
| Рік                                               | Кінофестиваль/кінопремія                          | Категорія/нагорода                                     | Номінант                                          | Результат                                         |                                                   |
| ------------------------------------------------- | ------------------------------------------------- | ------------------------------------------------------ | ------------------------------------------------- | ------------------------------------------------- | ------------------------------------------------- |
| 1973                                              | Німецька кінопремія                               | Премія «Золота чаша» за найкращий художній фільм       | Агірре, гнів божий                                | Номінація                                         |                                                   |
| 1973                                              | Німецька кінопремія                               | Золота нагорода найкращому операторові                 | Томас Маух                                        | Перемога                                          |                                                   |
| 1973                                              | Німецька кінопремія                               | Золота нагорода за найкращу гру актора у головній ролі | Клаус Кінскі                                      | Номінація                                         |                                                   |
| 1976                                              | Премія «Сезар»                                    | Найкращий фільм іноземною мовою                        | Агірре, гнів божий                                | Номінація                                         |                                                   |
| 1976                                              | Синдикат французьких кінокритиків                 | Найкращий іноземний фільм                              | Агірре, гнів божий                                | Перемога                                          |                                                   |
| 1976                                              | Гран-прі Асоціації кінокритиків Бельгії           | Гран-прі Асоціації кінокритиків Бельгії                | Агірре, гнів божий                                | Перемога                                          |                                                   |
| 1977                                              | Національна спілка кінокритиків США               | Найкраща операторська робота                           | Томас Маух                                        | Перемога                                          |                                                   |

У 2010 році часопис Empire включив стрічку до 100 найкращих фільмів світового кінематографу (19-та позиція у рейтингу).